# Computación no convencional
La computación no convencional es un conjunto de áreas de la ciencia que buscan la implementación de computación basado en el hecho de que la computación es un proceso por el cual los datos son manipulados: adquiriéndolos (entrada), trasformándolos (haciendo cálculos) y transfiríendolos (salida), es decir, cualquier forma de procesamiento ocurrida, ya sea de manera natural o manipulada por algún medio. La instancia básica es:
1. Medir una cantidad física. 
2. Ejecutar una operación aritmética o lógica. 
3. Darle valor a una cantidad física.
Es decir, al tomar la definición de lo que es la computación, no se restringe a una representación específica, lo que hace posible pensar en nuevos modelos y conceptos de los procesamientos computacionales basados en elementos más palpables, por ejemplo: las reacciones químicas, dispositivos mecánico-cuánticos; o elementos abstractos, entre los que se pueden encontrar los autómatas celulares y las poblaciones genéticas artificiales. Por ejemplo, si los bits de la computación convencional se representan como la carga o la descarga de corriente en un semiconductor, se podrían representar como átomos A y B en una cadena molecular o en una reacción química específica.
A simple vista y en las necesidades de la vida cotidiana la computación no convencional no tendría utilidad inmediata alguna, sin embargo, en las ciencias computacionales aún existen muchos problemas que aunque son computables, tienen una muy alta complejidad para poderlos resolver a través de una computadora convencional, debido a que la cantidad de datos de entradas a procesar es muy grande y una computación que se lleva a cabo en serie tardaría mucho tiempo, un ejemplo de ello son los problemas no polinómicos o la simulación de sistemas físicos, en la que debido a que el procesador realiza una operación y luego otra y otra, hasta terminar con todo el conjunto de partículas que se quieren estudiar se desperdicia la capacidad de procesamiento; aun así, existe una forma de evadir el desperdicio de tiempo computacional para este tipo de problemas llamada “computación paralela”.
La computación no-convencional se auxilia del paralelismo masivo inherente en:
• Computadoras de reacción difusión.
• Algoritmos genéticos. 
• Autómatas celulares. 
• Computadoras cuánticas. 
Para este tipo de procesamiento de información se puede ver como si se tuviera un conjunto de “mini-procesadores” los cuales pueden realizar operaciones lógicas o aritméticas muy simples, pero que lo hacen en la misma unidad de tiempo; es decir, en lugar de tener un procesador que realiza operaciones seriadas en varias unidades de tiempo, hará muchas operaciones en una sola unidad de tiempo, el número de operaciones que se realizarán será el número de “mini-procesadores” que se encuentran trabajando.
Históricamente, los computadores mecánicos han sido usados en la industria antes del advenimiento del transistor. Las computadoras mecánicas conservan un cierto interés hoy en día tanto en la investigación como en los computadores analógicos. Algunos computadores orientados mecánicamente tienen una relevancia teórica o didáctica, ven el computador de bola de billar o los hidráulicos, y son realmente simulados no intentando usar colisiones mecánicas de las bolas de billar. El computador de dominó es otro esquema computacional mecánico teóricamente interesante.